# Michigan Central Railway Tunnel
Der Michigan Central Railway Tunnel (auch Detroit River Tunnel) ist ein Eisenbahntunnel unter dem Detroit River. Der zweiröhrige Tunnel ist 2557 Meter lang und verbindet die Städte Detroit, Vereinigte Staaten und Windsor in Kanada. Er wurde am 26. Juli 1910 eröffnet.

## Geschichte
Nördlich des Lake St. Clair betrieb seit 1891 die Grand Trunk Railway den St. Clair Tunnel, die erste permanente Bahnverbindung zwischen Michigan und Kanada. Die Bahngesellschaften südlich des Lake Saint Clair waren dagegen auf weniger effektive Eisenbahnfähren angewiesen. Die Verbindung über den Detroit River war für die Michigan Central Railroad Teil der Transportroute vom Mittleren Westen in den Nordosten und nach Ostkanada. 1875 wurden rund 174.000 Güterwagen befördert, bis 1909 stieg das Fähraufkommen auf 735.753 Wagen an. Es dauerte drei bis acht Stunden, um einen Güterzug über den Fluss zu befördern. Zehn Fährschiffe waren ständig im Einsatz. Im Winter führte die Vereisung zu einer Unterbrechung des Verkehrs. Bereits 1872 unternahmen die Michigan Central und die kanadische Great Western Railway einen ersten Versuch zum Bau eines Tunnels. Der Mergelton im Flussbett stellte jedoch ein unüberwindbares Hindernis dar, so dass bereits 1876 die Bauarbeiten eingestellt werden mussten. In den folgenden Jahren wurden wiederholt Pläne zum Bau einer Brücke aufgestellt, aber stets verworfen.

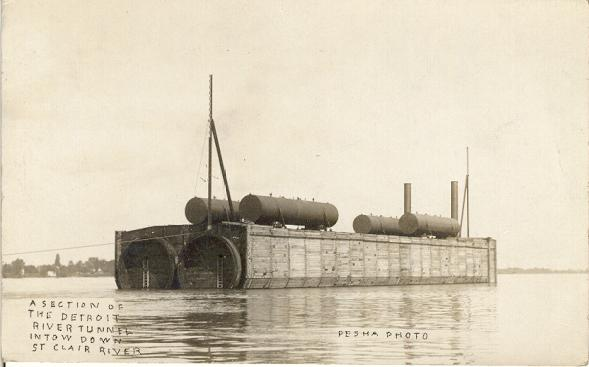
Tunnelsegment auf dem Detroit River 1908

1904 beauftragten die Michigan Central und die Grand Trunk Railway einen Entwurf für eine Hochbrücke. Die Erfahrungen aus dem elektrischen Zugbetrieb der New York Central Railroad (Muttergesellschaft der Michigan Central) zum Grand Central Terminal ließen auch den Bau eines Tunnels wieder in den Blickpunkt geraten. Es wurde deshalb eine Machbarkeitsstudie in Auftrag gegeben. Die Kommission empfahl den Bau eines 2,5 Kilometer langen elektrifizierten zweigleisigen Tunnels.
Am 15. August 1905 wurde die Tochtergesellschaft Detroit River Tunnel Company gegründet, welche im Oktober 1906 mit dem Bau des Tunnels begann. In der von der Michigan Central eingesetzten Bauaufsicht befand sich unter anderem William J. Wilgus, der für das Konzept des Grand Central Terminal in New York verantwortlich zeichnete. Für den Bau des Unterwassertunnels wurden vier Konzepte verglichen. Bei drei der Varianten sollten vorgefertigte Tunnelröhren in einem Graben verlegt werden, der anschließend verfüllt wird. Der vierte Vorschlag beinhaltete die Tunnelherstellung im Schildvortrieb. Dieser war jedoch auf Grund der geringen Überdeckung und zu erwartenden Wassereinbrüchen nicht realisierbar. Eine höhere Überdeckung hätte eine größere Steigung innerhalb des Tunnels bedeutet. 

Schließlich entschied man sich für eine Variante mit vorgefertigten Tunnelröhren (Absenktunnel). Die unter Wasser verlaufenden Tunnelsegmente bestehen aus Stahl und beinhalten zwei getrennte Röhren. Sie waren größtenteils 80 Meter lang, wurden an die richtige Flussstelle geschleppt und in einen vorher ausgehobenen Graben im Flussbett versenkt. Die Teilstücke wurden verbunden und die Hohlräume um die Röhren mit Beton ausgegossen, um sie am Flussgrund zu fixieren. Die Tunnelsegmente bedeckte man danach mit Schotter und Geröll. Diese erstmals angewandte Form des Tunnelbaus wurde später auch bei weiteren Projekten genutzt.

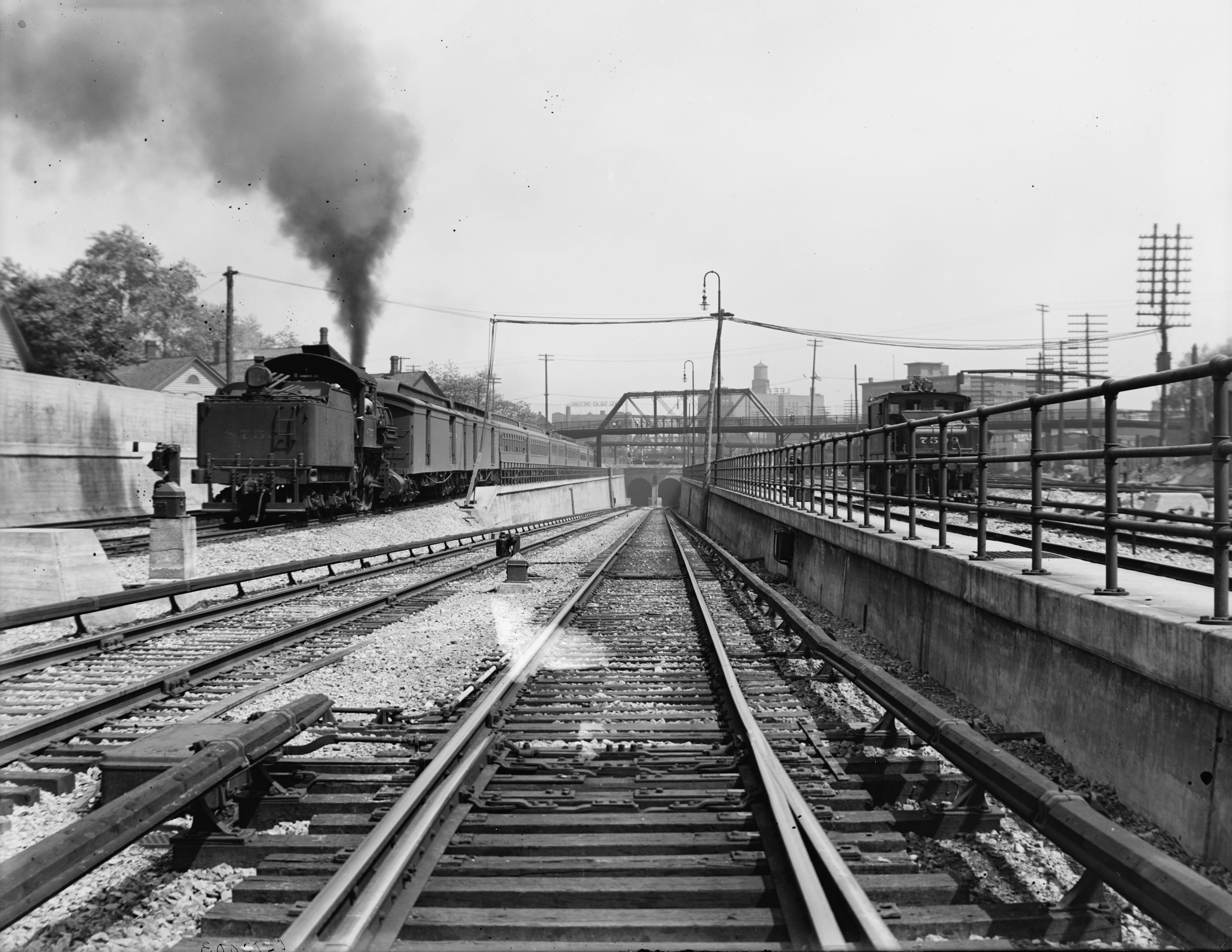
Einfahrrampe zum Tunnel auf Detroiter Seite

Der Bau des Tunnels war 1909 abgeschlossen. Der Ausbau zog sich noch bis zum 1. Juli 1910 hin. Wegen des Tunnels baute die Gesellschaft auf beiden Seiten neue Rangierbahnhöfe, einen neuen Bahnhof in Windsor sowie die 1913 eröffnete und mittlerweile stillgelegte Michigan Central Station. Am 26. Juli 1910 wurde der Tunnel eröffnet. Der offizielle Güterverkehr begann am 15. September 1910 und der Personenverkehr einen Monat später.
Der Tunnel erhielt eine 650-Volt-Stromschiene. Die elektrifizierte Strecke zwischen Windsor und Detroit betrug 7,24 Kilometer. Insgesamt wurden rund 48 Kilometer Gleis mit einer Stromschiene ausgestattet. Die Lokomotivwerkstatt befand sich auf der amerikanischen Seite. In Detroit wurde eine Umformerstation errichtet. Die zwei 2000-kW-Motor-Generator-Einheiten wandelten den von der Edison Company gelieferten Dreiphasenwechselstrom mit 60 Hz und 4400 Volt in 650 Volt Gleichstrom um. Als Reserve bei Ausfall der Zuleitung stand eine Batterie mit 2520 Amperestunden zur Verfügung. Damit konnte der Betrieb 30 Minuten aufrechterhalten werden. Weiterhin wurden fünf Pumpen sowie die Beleuchtung elektrisch betrieben. 1925 wurde die Leistung um 2 × 2000 kW erweitert.

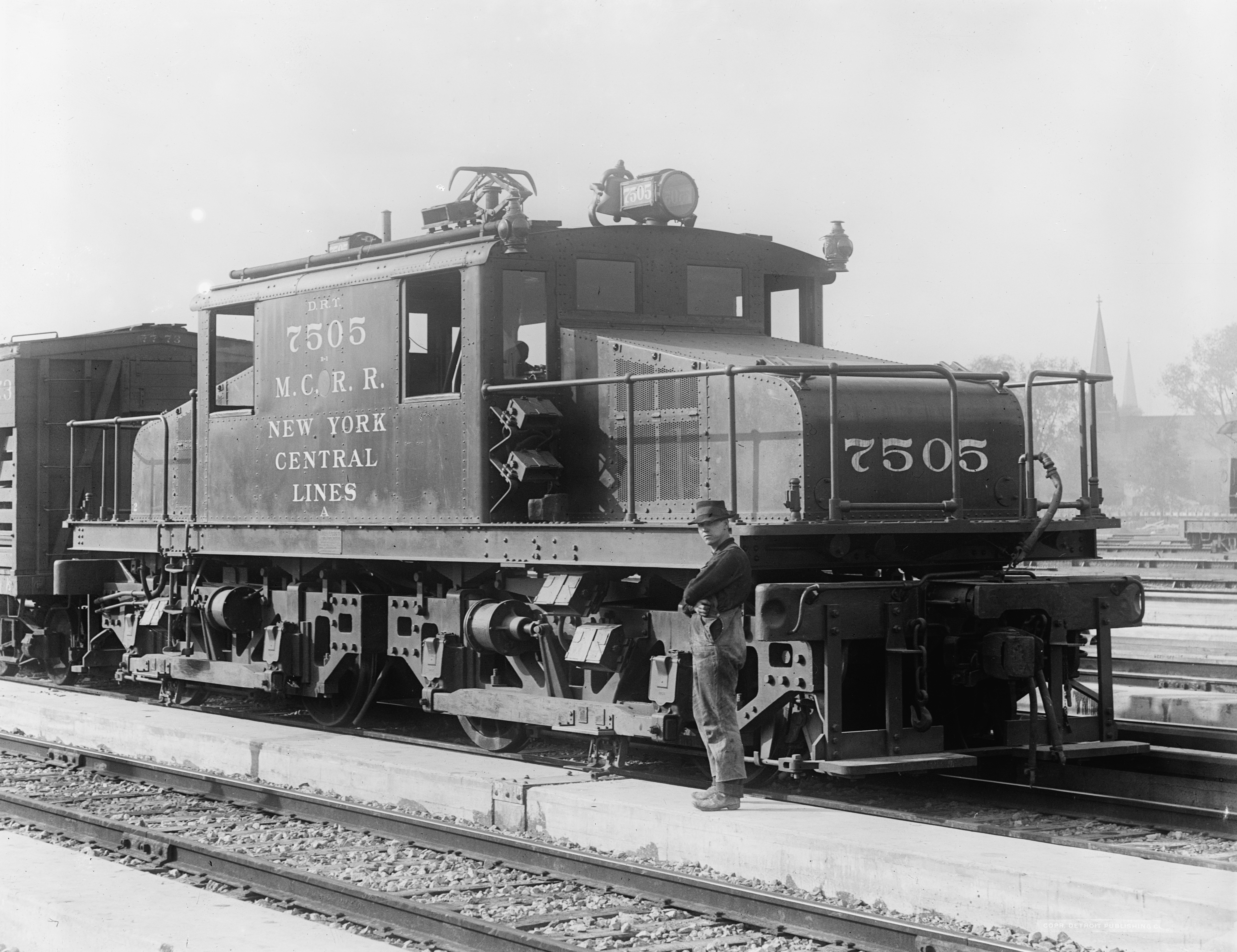
Elektrische Lokomotive Nr. 7505 Baujahr 1910

Zur Betriebsaufnahme standen sechs Lokomotiven der späteren Baureihe R-1 zur Verfügung. Der mechanische Teil wurde von der American Locomotive Company und der elektrische Teil von General Electric geliefert. 1914 folgten vier und 1926 zwei weitere Lokomotiven, die etwas schwerer waren. In den 1950er Jahren kamen noch ehemalige Lokomotiven der New York Central-Klasse R-2 zum Einsatz.
Züge auf der Relation Windsor-Detroit waren in der Regel 1800 bis 1900 Tonnen schwer und in der Gegenrichtung auf Grund der geringeren Steigung 2270 Tonnen. Die Durchfahrt durch den Tunnel dauerte 6 Minuten. Zwei Lokomotiven fuhren am Zuganfang und eine weitere am Zugende.
Der elektrische Zugbetrieb wurde 1953 eingestellt. Der Traktionswechsel zu Diesellokomotiven machte den elektrischen Inselbetrieb entbehrlich.
Bereits 1906 hatte die Michigan Central Railroad die Tunnelgesellschaft für 999 Jahre gepachtet. Der Betrieb im Tunnel und auf den angrenzenden Strecken erfolgte durch die ebenfalls von der Michigan Central gepachteten Canada Southern Railway (CASO). 1930 wurde die Michigan Central von der New York Central Railroad für 99 Jahre gepachtet. Über die Penn Central gelangte der Tunnel 1976 zur Conrail. 1985 verkaufte Conrail den Tunnel sowie die Canada Southern je zur Hälfte an die kanadischen Bahngesellschaften Canadian National Railway und Canadian Pacific Railway. Mittlerweile gehört der Tunnel mehrheitlich dem Borealis Transportation Infrastructure Trust, der 2004 den ganzen Anteil von Canadian National kaufte, und 2009 bis auf 16,5 % die Anteile von Canadian Pacific. Streckennutzungsrechte besitzen die CN, die CP, die CSX Transportation und die Norfolk Southern.
1994 wurde der Tunnel etwas erweitert, um größere Güterwagen aufnehmen zu können. Sein Lichtraumprofil ist jedoch noch immer zu gering, damit Hi-Level-Güterwagen, wie doppelstöckige Containerwagen passieren können. Es gibt daher Pläne, den Tunnel auf LKW-Verkehr umzustellen und stattdessen einen größeren Eisenbahntunnel zu errichten. Pro Jahr durchqueren etwa 350.000 Güterwagen den Michigan Central Railway Tunnel.